# 羅伯特·倫維克
羅伯特·倫維克（英語：Robert Renwick；1988年7月21日—）是一位蘇格蘭游泳運動員。他參加了2008年奧運會和2012年奧運會。在2010年英聯邦運動會上，他獲得了200米自由泳項目的金牌。他是英國200米自由泳項目記錄的保持者。

## 荣誉
伦威克于 2018 年入选苏格兰游泳名人堂。